# Selkupové

Vlajka Selkupů

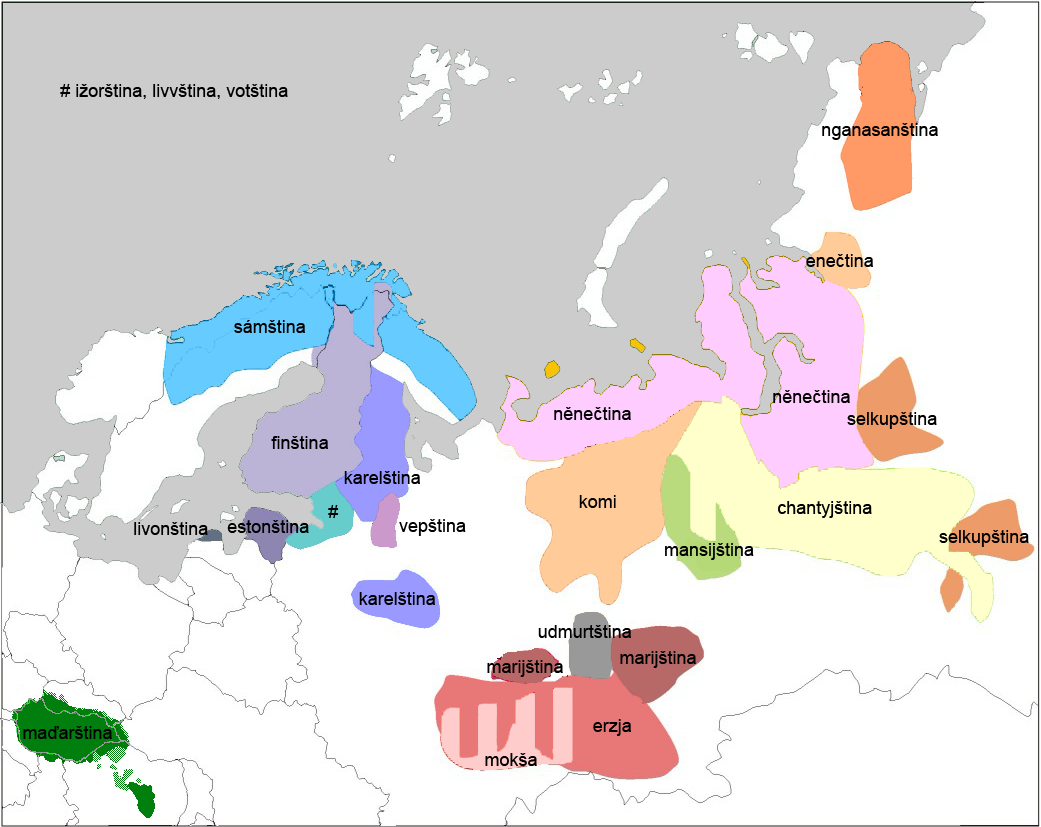
jazyková mapa znázorňující rozšíření uralských jazyků (včetně selkupštiny)

Selkupové (rusky Селькупы, selkupsky сёль'куп; söl'kup – söl znamená země, kup člověk), též Osťáko-Samojedi, jsou národ čítající přibližně 4 300 příslušníků žijících na západní Sibiři podél řeky Taz a na středním toku Obu a Jeniseje, tedy v Ťumenské oblasti (Jamalo-něnecký autonomní okruh), Tomské oblasti a v Krasnojarském kraji.

## Antropologie
Selkupové jsou mongoloidní rasy, avšak mongoloidní rysy jsou méně nápadné než u severních Samojedů (Něnci). Jsou menšího vzrůstu (do 160 cm) a mají krátkou lebku. Oči i vlasy mají tmavé. Na rozdíl od ostatních Samojedů jsou vousatí.

## Jazyk
Selkupština náleží do uralské jazykové rodiny, do jižní větve samojedských jazyků. Je to jediný živý jazyk z jižních samojedských jazyků. Má tři dialekty: severní (tazovský), rozšířený podél řek Taz a Jenisej, centrální (tymský) podél řek Tym, Vasjugan a Vach a jižní (ketský) kolem řek Ket a Ob.

## Historie
Předci Samojedů obývali oblast severozápadně od pohoří Ural a během 1. tisíciletí př. n. l. začali migrovat na východ a jihovýchod.
Od 15. století se dostali Selkupové, a jiné národy žijící v jejich blízkosti (Něnci, Mansové, Chantové) pod vládou tatarského Sibiřského chanátu a byli nuceni odvádět daně (většinou v podobě kožešin). V roce 1598 skončila nadvláda Tatarů a Selkupové přešli a celé území bývalého chanátu přešlo pod nadvládu Ruského carství. Ani Selkupové se nevyhnuli ruským výběrčím daní a byli podmaněni Rusy. Sebevražda byla často lepší než život v otroctví.
Christianizace Selkupů začala v 18. století. Větší pozornost byla však věnována jejich rusifikaci než náboženství. Selkupové dostávali ruská jména. Jejich náboženství však nebylo tolik ovlivněno – tradiční šamanismus byl donedávna praktikován. Ruští kozáci nazývali tento domorodý lid podle pestrého oblečení z kožek drobné lesní zvěře a ptáků Strakatou hordou.
Ve 30. letech 20. století byli Selkupové nuceni vládou Sovětského svazu se usadit ve vesnicích a kolchozech. Jejich tradiční náboženství (šamanismus) bylo zakázáno a děti byly posílány do internátních škol. To u dětí vedlo k odcizení z jejich tradičního životního prostředí a jejich kultury.

## Náboženství
Ačkoli se dnes většina Selkupů v současnosti hlásí k pravoslavné církvi, původním náboženstvím byl šamanismus. Hlavními funkcemi šamana (tetypy) bylo léčit nemocné, předpovídat úspěšnost lovu a připravit obětiny dobrým duchů. Šamanův oděv se skládá z pláště pošitého kovovými ozdobami a obrazy zvířat-pomocníků (například hadi, ještěrky, ptáci a jiná zvířata), kovové čelenky. Šamani používali ke svým obřadům šamanský buben či různé kouzelné písně.
Selkupové uctívali duchy přírody – lesů, vody a také duchy předků. Jejich obrazy byly ukládány v malých posvátných přístřešcích v lese kde jim lidé zanechávali obětiny v podobě zvířat, jídla a domácích potřeb. Tyto posvátné přístřešky také sloužily jako speciální zdroj pomoci – v těžkých časech si zde Selkupové uložené věci vypůjčili. Ty později vrátili.

## Tradiční způsob života
Selkupové byli tradičně polokočovní či usedlí lovci a rybáři. U řeky Ob hlavně rybařili (plotice, štika, jeseter). U řek Tym a Taz se naopak živili lovem lesní zvěře (los, rosomák, sobol, veverky). Podle vzoru Něnců a Evenků se severní Selkupové navíc živili kočovným chovem sobů. Jedno stádo čítalo přibližně 10–30 sobů. Jižní Selkupové se kromě lovu a rybolovu také živili i zemědělstvím – pěstováním tabáku (çope) a ječmene (laaria). Kromě lovu, rybolovu, chovu sobů a zemědělství si Selkupové obstarávali potravu sběrem lesních plodů – bobulí, ořechů a různých kořenů a hlíz.

### Obydlí
Selkupští kočovní pastevci sobů žili tradičně v kónických stanech – čumech. Ty se dají snadno rozložit i složit, proto byly praktické pro kočující pastevce. Jsou tvořeny kuželovitou konstrukcí z dřevěných tyčí nebo úzkých kmenů které se přikryjí plachtou či kůžemi v zimě, nebo stromovou kůrou v létě. Uprostřed stanu je ohniště, postele jsou ze suchých větví a rohoží které se přikryjí kožešinami. Usedlí Selkupové žijí v obydlích zvaná karamo – dřevěné chýše z části zabudované v zemi (hlavně ve strmých kopcích), a v zemnicích (poi-mot) ve tvaru čtyřbokého komolého jehlanu ze stromových kmenů pokrytých stromovou kůrou.

### Transport
Sáně tažené psy, soby a lyže jsou tradiční zimní dopravní prostředky. V létě se Selkupové přepravovali na řece pomocí vydlabaných člunů a větších lodí (Ilimki) ve kterých se mohlo jak stát tak i sedět a mohly unést 8–10 lidí. Dnes jsou běžné moderní dopravní prostředky jako motorové čluny a sněžné skútry.

## Folklór

### Ústní tradice
Pro selkupský folklór jsou příznačná zejména vyprávění – tentyl a čaptä – pohádky o bohatýrech kteří vítězí nad zlými duchy nebo trestají nespravedlnost mezi lidmi.
Takovýmto bohatýrem je například Iča, kterého v jedné selkupské pohádce chytí duch lesa (mačil' loz) a chce ho sníst. Avšak hrnec ve kterém chtěl Iču vařit byl příliš malý a tak se duch vydal pro větší. Mezi tím Iča zabil duchovy dcery a s popelem z ohniště se ukryl na strom. Když se duch vrátil rozzlobil se a začal Iču hledat. Našel ho na stromě a chtěl strom pokácet ale zvířata mu ukradla sekeru. Iča se nabídl že mu sám skočí do úst. Duchovi se tento nápad líbil a tak co nejvíce otevřel ústa a čekal pod stromem. Iča mu do obličeje nasypal popel z ohniště a tak ho oslepil. Iča ducha zabil a chtěl jej spálit. Jak duch hořel z ohně vyletovaly jiskry které se proměňovaly v komáry. Takto se podle Selkupů zrodili komáři.
Jiný příběh o Ičovi vzdáleně připomíná Andersenovu pohádku Mikula a Mikulka. Bohatýr opakovaně přechytračil hamižného a závistivého náčelníka (selkupsky kok) Korseho. Korse se rozzlobil a nechal Iču svázat do surové kůže, v níž ho potom chtěl utopit. Když Iča ležel v kůži na břehu řeky, přijel tam ruský kupec. Iča mu řekl, že uvnitř kůže sbírá mince, a kupec ho vytáhl ven, aby se potom do kůže sám nasoukal. Když přišel Korse Iču utopit, nepoznal, že v kůži je někdo jiný a hodil kupce do řeky. Když se Korse dozvěděl, že Iča získal majetek (přivlastnil si kupcovo zboží), začal mu opět závidět. iča mu namluvil, že bohatství našel na dně řeky, Korse chtěl také přijít k majetku v řece, ale utonul.
Dalším selkupským bohatýrem - šibalem, který přemáhá své nepřátele důvtipem a lstí, je Kengersel. Podle pohádek měl létající kánoi a porazil obry.

### Hudební tradice
Z hudebních nástrojů u jižních Selkupů (také Chantů a Mansů) existuje brumle vyrobená s jelení kosti či paroží, a sedmistrunná harfa (nazývaná labuť, jeřáb či husa) – toorsapl juche, jejíž dřevěné tělo připomíná tvarem ptáka s dlouhým krkem. U severních Selkupů je znám pouze šamanský buben používaný k šamanským obřadům (i jižními Selkupy).

### Tradiční odívání
V zimě nosili Selkupové oděvy z kůže a kožešiny, letní oblečení bylo z kůží ryb nebo z plátna utkaného z kopřivových vláken. Zimní oděv se skládá z kožešinové párky (par), na kterou muži oblékali sobí plášť (sokky), kožených bot (pemy) a čepice (uky) z sobí, liščí či veverčí kožešiny. Ženy si také často pokrývaly hlavu šátkem. Oděvy byly velmi málo zdobené. Muži nosili pouze pásek z kůže zdobený kovovými destičkami na kterém visel nůž se zdobenou pochvou.

### Tradiční kuchyně
Hlavní potravinou tradiční selkupské kuchyně bylo rybí maso, ale také zvěřina, jako los či jeleni, a ptáci: husy, kachny, tetřívci a koroptve. Ryby byly obvykle jezeny syrové, nakrájené na plátky a usušené (jukola) či usušené a rozdrcené (pors). Ryby se často také nasolily. Pokud nebyla sůl, vykopala se díra do země, kam se ryby naskládaly a na ně se položily jahody či borůvky. Poté se ryby nechaly zkvasit. V 19. století se k Selkupům žijícím u řek Ob a Ket dostal od Rusů chléb a čaj. V severnějších regionech nahrazovali čaj vývarem ze zimolezu.